# Воловотска крепост
Воловотската крепост (на гръцки: Κάστρο Νέας Σάντας) е археологически обект край кукушкото село Воловот (Неа Санда), Гърция. В 2000 година селището е обявено за защитен археологически паметник.

## Местоположение
Воловотската крепост е разположена край Воловот, северно от възвишението Средец (Камила). Представлява нисък (209,90 m), дълъг, тесен и плосък хълм, ориентиран североизток – югозапад. Под хълма е коритото на реката Куру (Ксиропотамос), който се влива в река Галик, на 8 километра по-назапад.

## История
Крепостта не е идентифицирана с никое място, споменато от историческите източници. Крепостта е била укрепено селище с отбранителен характер, охраняващо един от проходите към Солунското поле на юг. Смята се, че е създадена през ранновизантийския период, между IV и VI век. Тази датировка се основава на повърхностни находки от разпръсната керамика. Изглежда, че селището е съществувало в началото на византийския период и след това е изоставено, вероятно поради идването на славяните към края на VI век. Възможно е да е бил изоставен по-рано поради предишно варварско нашествие. За разлика от съседната крепост Кале (Аетос) над Ени махала (Петрото), крепостта не е възстановена и не е използвана отново по-късно, през средновизантийския или късновизантийския период.

## Описание
Очевидно е, че по времето, когато крепостта е използвана, е имало селище и укрепление, което се е простирало под хълма. Мястото никога не е било системно проучвано, а е само идентифицирано от археологическата служба.
В северната част на хълма са запазени крепостни стени на височина 1 m. Открити са останки от сгради от дялани камъни, както и остатъци от късноантична керамика (IV – VI век).
Голяма част от стената по периметъра е ерозирала в склоновете и е покрита с гъста растителност. На места обаче се виждат останки от зид и дават доста добра представа за следите от укрепеното ограждение. Периметърът на стената е дълъг около 500 m. Зидарията му се състои от необработени камъни с различна големина. Свързващият материал е варова мазилка. Във фугите има фрагменти от плочки и други. Най-добре запазените части от стената са от западната и южната страна на крепостта. Дебелината на стената е около 2 m. Южната страна на стената изглежда е била най-подсилена, тъй като е била и най-уязвима. Всъщност южната страна е била и най-високата точка на замъка с надморска височина от 220 m. На това място вътре в стената има останки от правоъгълни сгради, покрити с растителност. Вероятно са руините на кула и цистерна, както е обичайно в най-високите точки на византийските крепости.